# Ciutat Nezahualcóyotl
Ciutat Nezahualcóyotl és una ciutat de l'estat de Mèxic, adjacent a la frontera oriental de la ciutat de Mèxic, i és, per tant, una de les poblacions integrants de l'àrea metropolitana de la ciutat de Mèxic. La ciutat és cap de municipi homònim. El 2005, tenia una població aproximada d'1.140.000 habitants, fent-la una de les ciutats més poblades de Mèxic, i el segon municipi més poblat de l'estat de Mèxic i de l'àrea metropolitana de la ciutat de Mèxic, després del municipi d'Ecatepec de Morelos.
La ciutat es fundà al començament del segle XX sobre el dessecament del llac de Texcoco. La manca d'infraestructures propicià les condicions insalubres del municipi, per la qual cosa el govern intervingué el 1958, i el 1963 conformà el municipi de Nezahualcóyotl. La població va créixer exponencialment, a causa de la seva proximitat amb la ciutat de Mèxic. Es conformà com a centre manufacturer de l'estat de Mèxic i suburbi industrial i residencial — majoritàriament de renda baixa — de l'àrea metropolitana de la ciutat de Mèxic.